# Rue Saint-Philippe-du-Roule
Pour les articles homonymes, voir Saint-Philippe du Roule.
La rue Saint-Philippe-du-Roule est une voie du 8e arrondissement de Paris.

## Situation et accès
Elle commence rue d'Artois et se termine rue du Faubourg-Saint-Honoré.

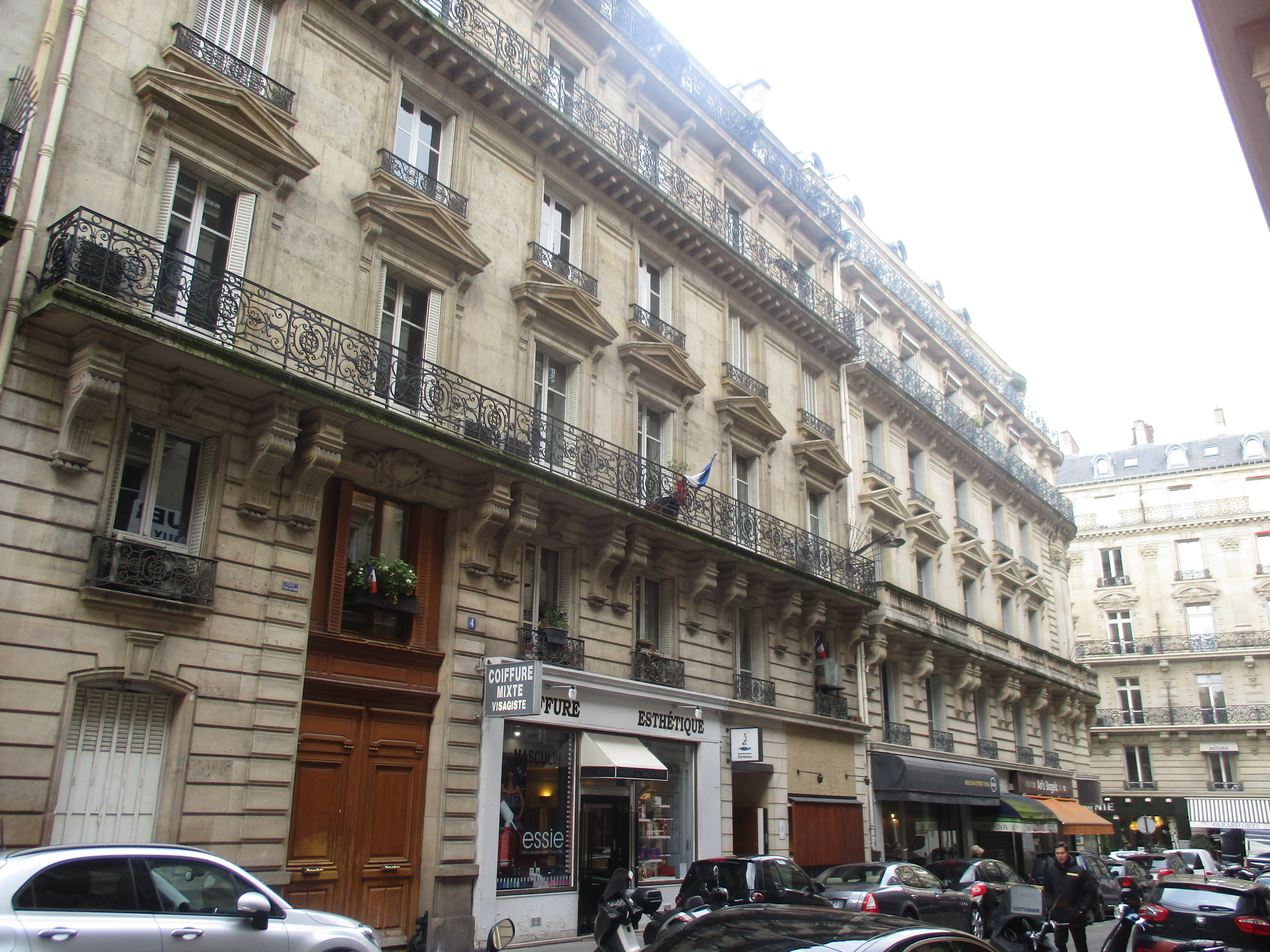
Rue Saint-Philippe-du-Roule en 2017

## Origine du nom
Elle doit son nom à la proximité de l'église Saint-Philippe-du-Roule.

## Historique
Cette voie qui est ouverte et prend sa dénomination actuelle en 1882 a fait disparaître l'hôtel particulier construit rue du Faubourg-Saint-Honoré par l'architecte Hector-Martin Lefuel pour le ministre de Napoléon III, Achille Fould, qui l'avait cédé en 1871 au duc d'Aumale.

## Bâtiments remarquables et lieux de mémoire
- René Bazin (1853-1932), de l'Académie française (no 6) en 1910[1].

## Sources
- Félix de Rochegude, Promenades dans toutes les rues de Paris : VIIIe arrondissement, Paris, Hachette, 1910 (lire en ligne).